# 埃舍堡
埃舍堡是德國石勒蘇益格－荷爾斯泰因邦的一個市鎮，面積8.91平方公里，人口約3,375人（截至2011年12月31日），其中男性1,698人、女性1,677人，人口密度約為379人每平方公里。